# Denny Urban
Dennis R. „Denny“ Urban (* 28. Juni 1988 in Pittsburgh, Pennsylvania) ist ein ehemaliger US-amerikanischer Eishockeyspieler, der im Verlauf seiner aktiven Karriere zwischen 2006 und 2016 unter anderem 110 Spiele in der American Hockey League (AHL) auf der Position des Verteidigers bestritten hat. Darüber hinaus absolvierte Urban über 140 weitere Partien in der ECHL und war eine Spielzeit bei den Straubing Tigers in der Deutschen Eishockey Liga (DEL) aktiv.

## Karriere
Urban absolvierte seine ersten Spiele im Juniorenbereich bei den Mahoning Valley Phantoms in der North American Hockey League (NAHL). Dort konnte er mit guten Leistungen überzeugen und wurde von den Omaha Lancers beim Entry Draft der United States Hockey League (USHL) an neunter Position ausgewählt. Dort konnte der Verteidiger die ihn in gesetzten Erwartungen nicht erfüllen und wechselte nach nur einem halben Jahr zum Ligakonkurrenten Ohio Junior Blue Jackets. Zur Saison 2007/08 begann er ein Studium im Hauptfach Buchhaltung an der Robert Morris University in seiner Geburtsstadt Pittsburgh, wo er für das dortige Eishockeyteam in der College Hockey America (CHA) spielte, bis die Mannschaft im Sommer 2010 in die Atlantic Hockey wechselte. In seinen vier Jahren an der Universität stand er dreimal im All-Star-Team seiner Division und wurde 2011 zum besten Verteidiger gekürt. Des Weiteren stellte Urban den Rekord für die meisterzielten Punkte eines Verteidigers an der Robert Morris University auf.
Nur kurz nach der Beendigung seines Studiums unterschrieb Urban einen Probevertrag bis zum Saisonende bei den Reading Royals aus der ECHL. Er konnte überzeugen und wurde daraufhin auch in den Playoffs eingesetzt. Es folgten eineinhalb weitere Spielzeiten bei dem Team, bis Urban im Dezember 2012 ein Angebot der höherklassigen Worcester Sharks aus der American Hockey League (AHL) annahm. Sein anfänglicher Leihvertrag wurde nach zwei Wochen in einen festen Kontrakt bis zum Saisonende umgewandelt. Dieser wurde allerdings nicht verlängert und Urban wechselte als Free Agent innerhalb der Liga zu den San Antonio Rampage. In einem Spielertausch gegen Tim Miller gaben ihn die Rampage im Februar 2013 an den Ligakonkurrenten Springfield Falcons ab. Zum Ende der Saison 2014/15 wurde der Verteidiger zum Kooperationspartner Kalamazoo Wings in die ECHL geschickt, um diese in der Saisonschlussphase und den Playoffs zu verstärken.
Zur Spielzeit 2015/16 entschied sich der US-Amerikaner für einen Wechsel zu den Straubing Tigers in die Deutsche Eishockey Liga (DEL). Nach einer Saison trennten sich jedoch die Wege des niederbayerischen Teams und des 27-Jährigen, der daraufhin seine aktive Karriere beendete.

## Erfolge und Auszeichnungen
| - 2006 NAHL All-Rookie-Team - 2008 CHA All-Rookie-Team - 2009 CHA First All-Star Team - 2010 CHA First All-Star Team | - 2011 Atlantic Hockey First All-Star Team - 2011 Atlantic Hockey Best Defenseman - 2012 ECHL Plus Performer des Monats März - 2013 Teilnahme ECHL All-Star Game |

## Karrierestatistik
(Legende zur Spielerstatistik: Sp oder GP = absolvierte Spiele; T oder G = erzielte Tore; V oder A = erzielte Assists; Pkt oder Pts = erzielte Scorerpunkte; SM oder PIM = erhaltene Strafminuten; +/− = Plus/Minus-Bilanz; PP = erzielte Überzahltore; SH = erzielte Unterzahltore; GW = erzielte Siegtore; 1 Play-downs/Relegation; Kursiv: Statistik nicht vollständig)